# Johann Jakob Balmer

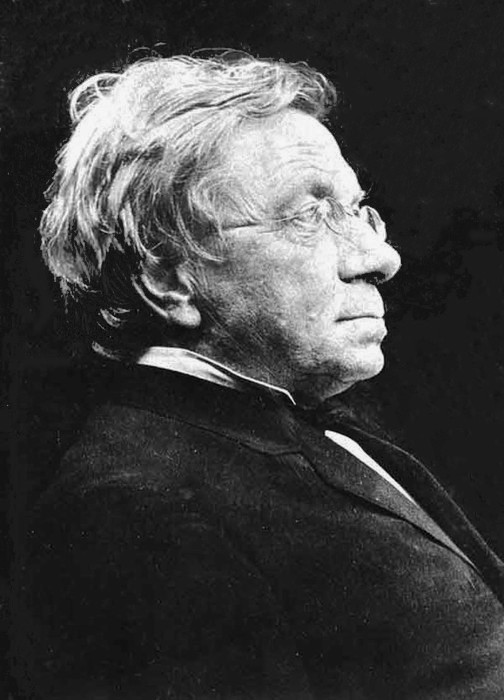
Johann Jakob Balmer

Johann Jakob Balmer (Lausen, 1 mei 1825 – Bazel, 12 maart 1898) was een Zwitsers wis- en natuurkundige. In 1895 ontdekte hij het mathematische verband tussen frequenties in het spectrum van waterstof.

## Biografie
Balmer was de oudste zoon van Johann Jakob Balmer en Elizabeth Rolle. Op school excelleerde hij in wiskunde en besloot zich hierop verder te verdiepen toen hij de universiteit bezocht. Hij studeerde aan de universiteit van Karlsruhe en de universiteit van Berlijn en voltooide zijn promotie aan de universiteit van Bazel in 1849 met een dissertatie over de cycloïde. Johann zou de rest van zijn leven in Bazel verblijven, waar hij les gaf aan een meisjesschool. Daarnaast gaf hij colleges aan de universiteit van Bazel. Op 43-jarige leeftijd trad hij in het huwelijk met Christine Pauline Rinck; samen kregen ze in totaal zes kinderen.
Hoewel hij een wiskundige was is er geen enig werk van hem op dit gebied bekend. Zijn belangrijkste bijdrage daarentegen was een empirische formule voor de zichtbare spectraallijnen van het waterstofatoom, een studie die hij had opgepakt op aanraden van Eduard Hagenbach. Met amper vier golflengtes die waren ontdekt door Anders Jonas Ångström, vond Balmer de correcte formule:
{\displaystyle \lambda ={\frac {hm^{2}}{m^{2}-n^{2}}}\ ,n<m}
Hierin is h de Balmerconstante (3,6456×10−7m) en zijn n en m twee gehele getallen die elke golflengte λ karakteriseren, met n altijd kleiner dan m. Balmer had opgemerkt dat als n = 2 de vier door Ångström ontdekte spectraallijnen van het waterstofatoom overeenkwamen met de waarden m = 3, 4, 5 en 6. Deze reeks van spectraallijnen wordt daarom de Balmerreeks genoemd. Vervolgens gebruikt Balmer deze formule om de golflengte voor m = 7 te bepalen en Hagenbach deelde hem mee dat Ångström een lijn had ontdekte met de door hem berekende golflengte 397 nm. Twee van zijn collega’s, Hermann Wilhelm Vogel en William Higgins, waren in staat het bestaan te bevestigen van de andere golflengtes in het waterstofspectrum van witte sterren.
Later werd ontdekt dat Balmers formule een speciale vorm is van de Rydberg-formule, bedacht door Johannes Rydberg.
{\displaystyle {\frac {1}{\lambda }}\ ={\frac {4}{h}}\left({\frac {1}{n_{1}^{2}}}-{\frac {1}{n_{2}^{2}}}\right)=R_{H}\left({\frac {1}{n_{1}^{2}}}-{\frac {1}{n_{2}^{2}}}\right)}
Waarin RH de Rydbergconstante voor waterstof (1,097×107 m−1) en n en m de twee gehele getallen uit de formule van Balmer. Een volledige verklaring waarom deze formules functioneren werd pas duidelijk toen Niels Bohr in 1913 zijn atoommodel presenteerde.